# Domaine de Beaubassin
Le domaine de Beaubassin est un grand domaine de l'île de La Réunion, département et région d'outre-mer français dans le sud-ouest de l'océan Indien. Situé sur le territoire communal de Saint-Denis, il est inscrit à l'inventaire supplémentaire des Monuments historiques depuis le 7 juin 2018.

## Histoire
Le domaine se trouve dans le quartier de Saint-François de Saint-Denis. La maison a été édifiée en 1863 et le jardin à la française conserve les rosiers Bourbon, les azalée, les camellia et le bassin d'origine.
Le domaine était le second jardin d'acclimatation de la Réunion. Il a appartenu à Alfred Mazarieux. Elle est maintenant dans la famille Ozoux depuis 4 générations.